# Românii din Italia

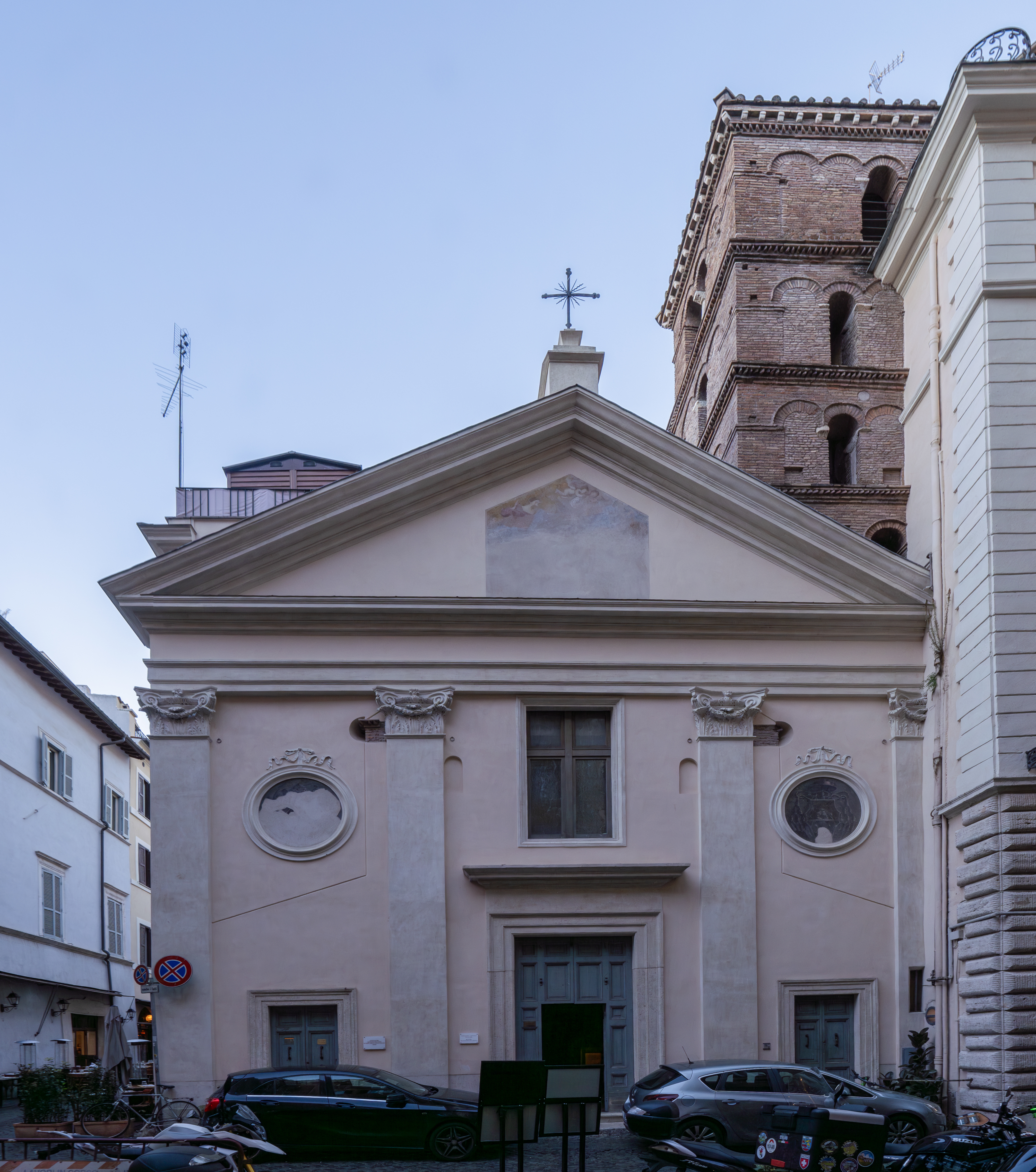
Biserica San Salvatore alle Coppelle, folosită de comunitatea română din Roma începând cu anul 1914.

Românii din Italia constituie o comunitate de peste un milion de persoane. Conform datelor recensământului din 2015 în Italia existau 1.151.395 cetățeni români, reprezentând 23% din cetățenii străini ai țării.

## Istoric
Un val de refugiați români s-a stabilit în Italia după instaurarea ocupației sovietice în România după cel de-al Doilea Război Mondial.
După 1989 un nou val masiv de emigranți români s-a deplasat din România către Europa de Vest, cei mai mulți dintre aceștia stabilindu-se în Germania, Italia, Spania și Franța. 
În 2002 cetățenii români au obținut dreptul de a se stabili în orice țară din Spațiul Schengen fără a mai avea nevoie de o viză, fapt care a amplificat emigrația spre Italia.

## Personalități
- Vasile Cristea (1906-2000), episcop
- Petru Tocănel (1911-1992), profesor de drept canonic
- Dinu Adameșteanu (1913-2004), arheolog
- Iosif Constantin Drăgan (1917-2008), om de afaceri
- Roman Vlad (1919-2013), pianist
- Virginia Zeani (1925-2023), solistă de operă
- Veronica Lazăr (1938-2014), actriță